# Damião António de Lemos Faria e Castro

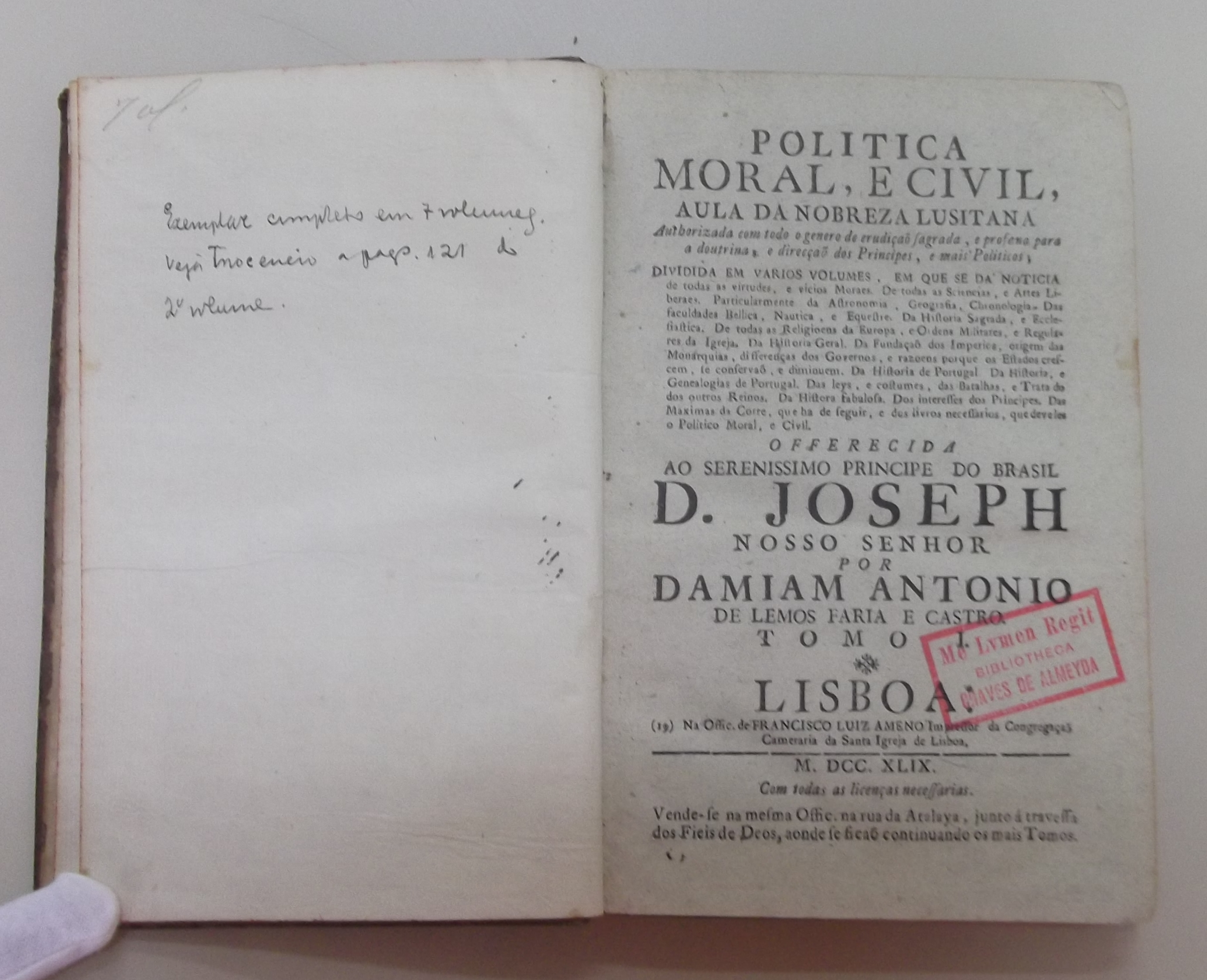
Castro, Damião Antônio de Lemos Faria e. Política Moral e Civil, 7 volúmenes, Imp. de Francisco Luiz Almeno, Lisboa, 1749-1761.

Damião António de Lemos Faria e Castro (Portimão, 1715 — Faro, 1789) fue un historiador portugués, que publicó obras en portugués y español sobre oratoria, poética e historia eclesiástica y secular. Gozó de prominente posición social y económica, además de recibir una esmerada educación con los jesuitas. Fue caballero profeso de la Orden de Cristo y familiar del Santo Oficio. Se conservan algunos manuscritos suyos sobre diversos temas, incluyendo historia del Algarve.

## Obras publicadas
- Política Moral e Civil, 7 volúmenes, Imp. de Francisco Luiz Almeno, Lisboa, 1749-1761;
- Aula da Nobreza Lusitana
- Historia geral de Portugal, e suas conquistas (20 volúmenes), Typografia Rollandiana, Lisboa, 1786-1804.